# Иаков Соловецкий
Иаков Соловецкий, или Иаков Костромской (ум. 1614) — преподобный Русской православной церкви, игумен Соловецкого монастыря с 1581 по 1597 год.

## Биография
О его детстве и мирской жизни сведений практически не сохранилось, да и прочие биографические сведения о нём очень скудны и отрывочны. 
Известно, что Иаков Костромской был пострижеником соловецким и учеником Святого Филиппа. При нём, в 1584—1594 годах, построена вокруг монастыря прочная каменная стена, существующая и поныне, по начертанию соловецкого же монаха Трифона под наблюдением присланного из города Москвы воеводы Ивана Яхонтова, но на собственные средства монастыря. 
Царь всея Руси и великий князь Московский Фёдор Иванович пожаловал при игумене Иакове монастырю большие земли; при нём же был поставлен монастырём Сумский острог. 
В 1591 году перенесены мощи Святого Филиппа из Тверского Отроча Успенского монастыря в Соловецкую обитель. Все время игуменства Иакова владения Соловецкого монастыря и основанные из него обители подвергались неоднократным нападениям шведов.
Весной 1597 года, с благословения патриарха Иова, отец Иаков стал первым настоятелем в сане архимандрита в Свято-Троицком Ипатьевском монастыре. После восшествия на русский престол Василия IV Шуйского Иаков попал в немилость из-за близости к Годуновым и в 1607 году был вынужден вернуться на Соловки.
Память преподобного чтится в Соборе Соловецких святых 9 (22) августа и в 3-ю Неделю по Пятидесятнице — в Соборе Новгородских святых.